# Helianthemum almeriense
Helianthemum almeriense là một loài thực vật có hoa trong họ Nham mân khôi. Loài này được Pau mô tả khoa học đầu tiên năm 1925.

## Đồng nghĩa
- Helianthemum almeriense subsp. scopulorum (Rouy) Rivas Mart. & al.
- Helianthemum almeriense var. almerianum Losa & Rivas Goday
- Helianthemum almeriense var. minutifolium Rigual ex O.Bolòs & Vigo
- Helianthemum eulaliae var. foliosum Sennen
- Helianthemum eulaliae Sennen
- Helianthemum leptophyllum f. psilosepalum Willk.
- Helianthemum leptophyllum f. squarrosum Grosser in Engl.
- Helianthemum leptophyllum subsp. almeriense (Pau) Sagredo & Malag. in Malag.
- Helianthemum leptophyllum subsp. scopulorum (Rouy) Sagredo & Malag. in Malag.
- Helianthemum psilosepalum (Willk.) Sennen
- Helianthemum rigualii Alcaraz, Peinado & Mart.Parras
- Helianthemum violaceum f. minutifolium Pau[2]

## Hình ảnh

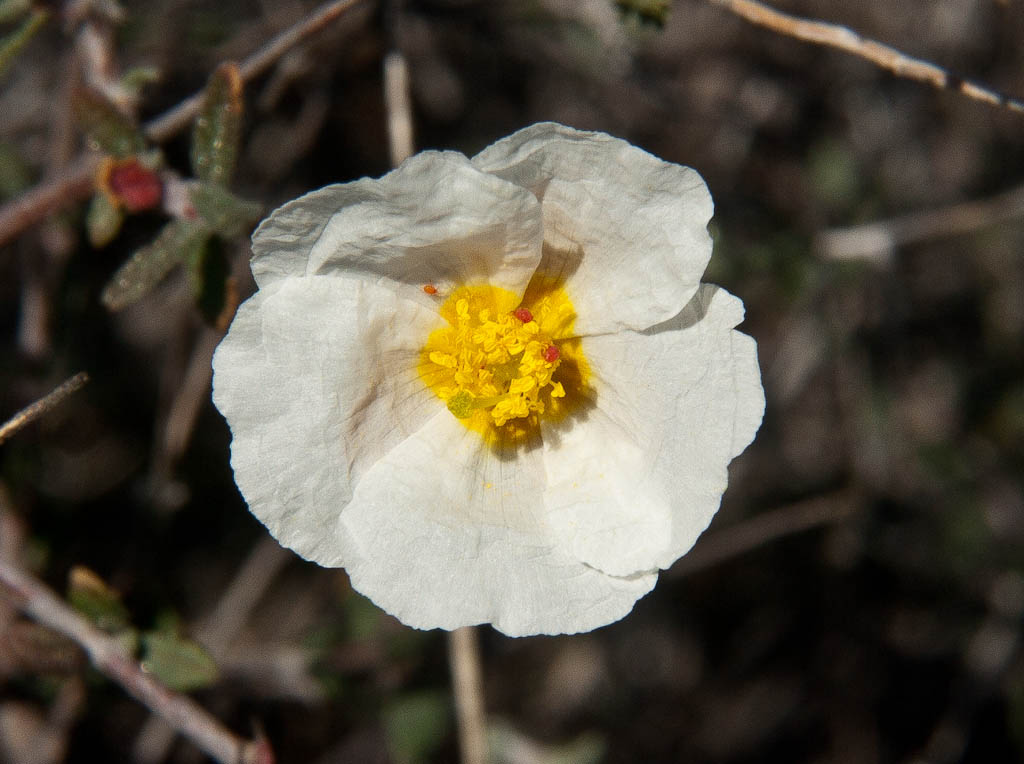
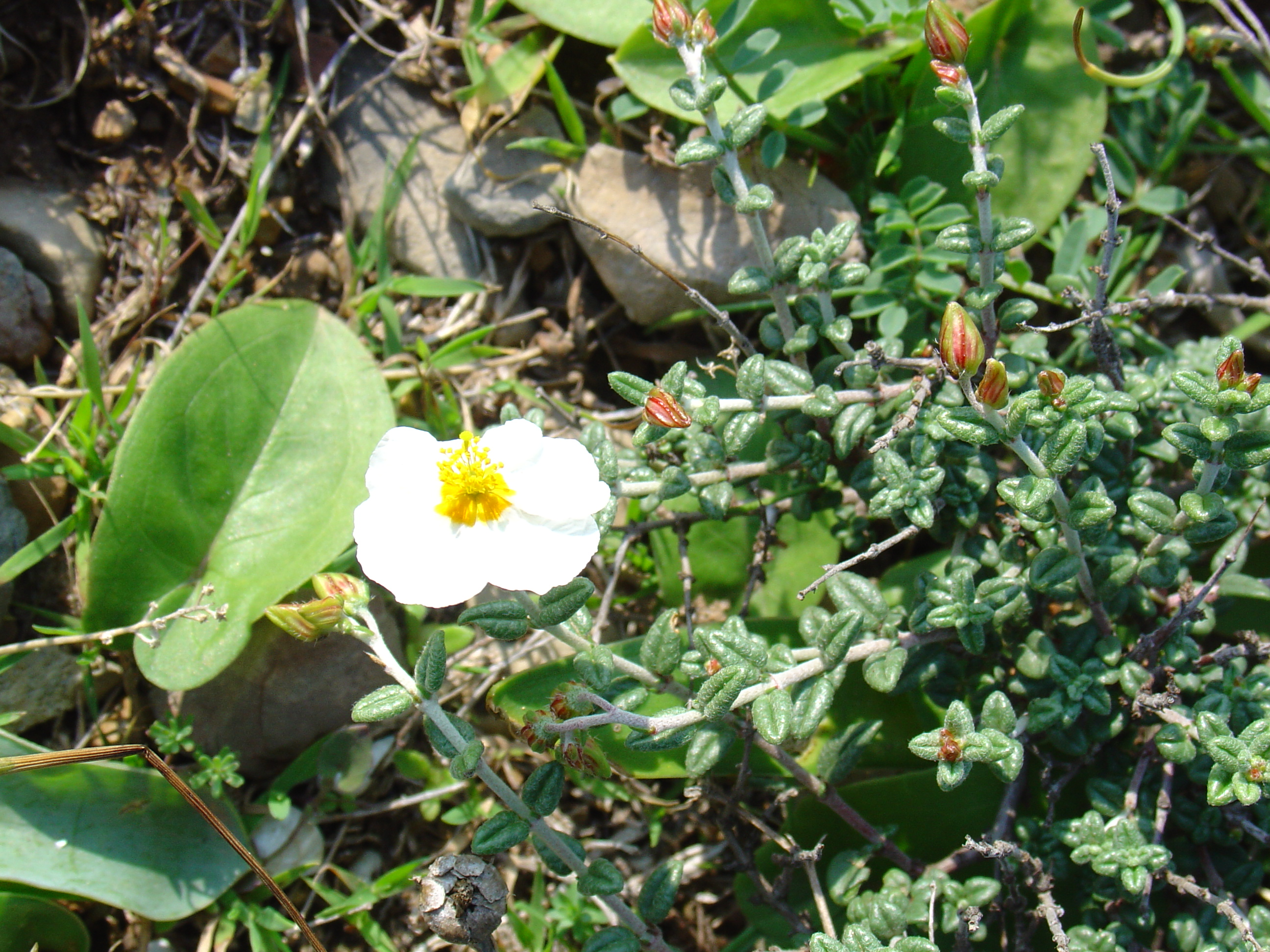